# Gastrina velutinata
Gastrina velutinata là một loài bướm đêm trong họ Geometridae.